# 讷福塞运河
讷福塞运河（法語：Canal de Neufossé，法語發音：[kanal də nøfose]）是法国的一条运河，全长18千米，流经上法蘭西大區北部省和加来海峡省。今天，该运河是敦刻尔克—斯海尔德河运河的一部分。